# Конституція Башкирської Автономної Радянської Соціалістичної Республіки 1937

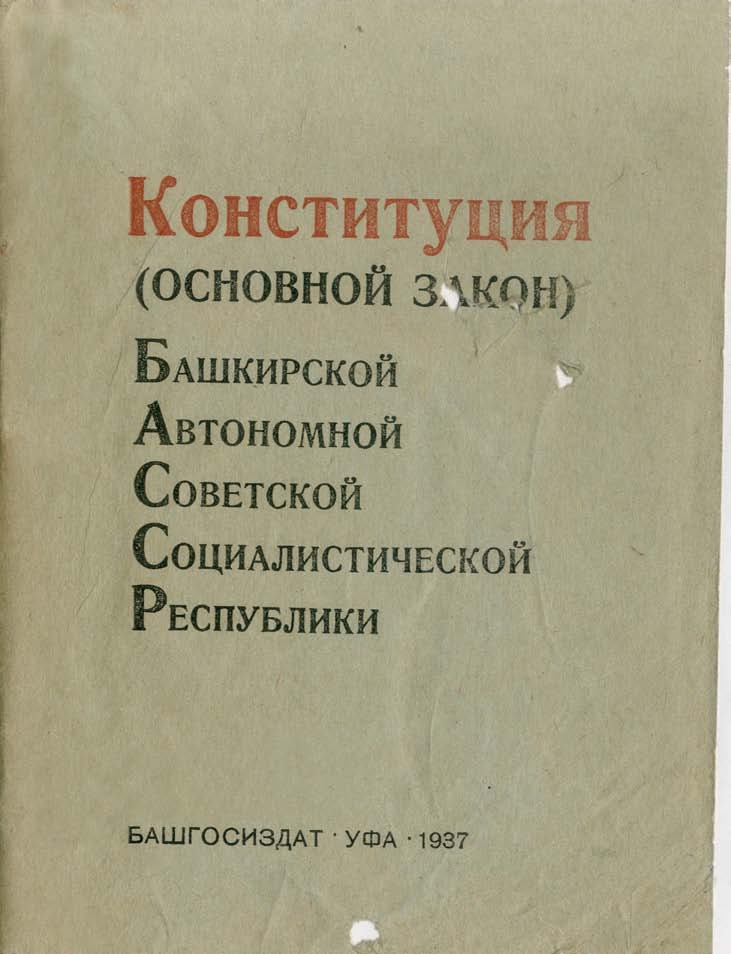
Обкладинка Конституції Башкирської АРСР 1937 року

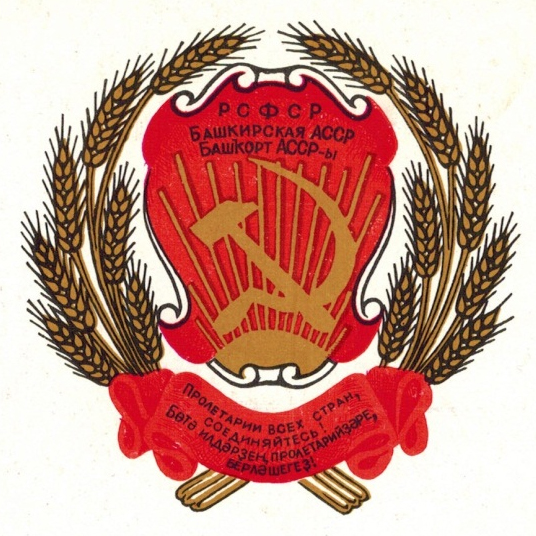
Герб БАРСР 1937—1978

Прапор РРФСР (1937—1954)

Прапор БАРСР (1937—1938)

Прапор БАРСР (1938—1954)

Конституція БАРСР 1937 року — основний закон Башкирської Автономної Радянської Соціалістичної Республіки; затверджений 23 червня 1937 року X-м Всебашкирським з'їздом Рад у м. Уфі.

## Історія прийняття
5 грудня 1936 року на Надзвичайному VIII з'їзді Рад Союзу була затверджена Конституція СРСР 1936 року. У червні-липні 1936 року у всіх союзних і автономних республіках були створені конституційні комісії, які підготували проекти республіканських конституцій, відповідних новій конституції СРСР.
Конституція БАРСР 1937 року є першою Конституцією БАРСР. Перший проект конституції, прийнятий у Башкирії в 1925 році не був затверджений ВЦВК.
Конституція БАРСР розроблялася на основі Конституції СРСР 1936 року і Конституції РРФСР 1937 року.
Головою Конституційної комісії ЦВК БАРСР був обраний перший секретар Башкирського обкому ВКП (б) Яків Бикін. Проект нової Конституції був опублікований в газеті «Красная Башкирия» 24 травня 1937 року. Проект Конституції обговорювався в республіці один місяць.
20-23 червня 1937 року в Уфі відбувся Надзвичайний Х-й Всебашкирский з'їзд Рад, на якому виступив голова Раднаркому БАРСР Зінатулла Булашев із доповіддю про проект нової Конституції. У дебатах виступило близько 40 делегатів. 23 червня відбулося постатейне голосування, після якого Конституція Башкирської АРСР була одноголосно затверджена. 2 липня 1940 року її затвердила Верховна Рада РРФСР.
Конституція Башкирської АРСР 1937 року діяла до 1978 року.

## Структура Конституції Башкирської АРСР 1937 року
Конституція БАРСР 1937 року складалася з 11 розділів і 114 статей. У ній вперше були сформульовані основи суспільного та державного ладу, права і обов'язки громадян, принципи виборчої системи.

## Основні положення Конституції Башкирської АРСР 1937 року
Розділ I. Громадський устрій (12 статей). У розділі проголошувалося, що Башкирська Автономна Радянська Соціалістична Республіка — соціалістична держава робітників і селян, політичну основу якої становлять Ради депутатів трудящих.
Розділ II. Державний устрій (6 статей). У розділі виділялось місце БАРСР у складі РРФСР і встановлювалися межі її компетенції. У статті 15 говорилося, що територія республіки не може бути змінена без її згоди, а у статті 16, що закони СРСР і РСФСР обов'язкові на її території, а в разі розбіжності закону Башкирії з законами Союзу і Росії діють останні. Згідно з адміністративно-територіальним поділом у 1937 році до складу Башкирії входили 58 районів і 3 міста республіканського підпорядкування — Уфа, Бєлорєцьк, Стерлітамак.
Розділ III. Вищі органи державної влади Башкирської АРСР (19 статей). Розділ Конституції визначив систему та правовий статус вищих органів державної влади та управління. Конституція БАРСР проголосила вищим органом державної влади республіки Верховну Рада БАРСР, яка на відміну від союзної, була однопалатною, але порядок її роботи теж був сесійний. Між сесіями працював Президіум Верховної Ради.
Верховна Рада Башкирської АРСР обиралася на 4 роки за нормою 1 депутат від 15 тис. жителів. Місцеві органи державної влади, міські, районні, селищні та сільські Ради депутатів трудящих обиралися на 2 роки. Верховна Рада Башкирської АРСР обирала терміном на 5 років Верховний суд Башкирської АРСР у складі 2 суддівських колегій (із кримінальних і цивільних справ) і Президії Верховного суду. Прокурор Башкирської АРСР призначався Генеральним прокурором СРСР на 5 років.
Розділ IV. Органи державного управління Башкирської АРСР (11 статей). Вищим виконавчим і розпорядчим органом державної влади республіки ставала Рада Народних Комісарів Башкирської АРСР, підзвітна Верховній Раді та її Президії. На відміну від структури Конституції СРСР, але відповідно до російської Конституції в Основний закон Башкирської АРСР був включений спеціальний шостий розділ, присвячений бюджету республіки. У розділі підкреслювалося, що бюджет складається Раднаркомом БАРСР, затверджується її Верховною Радою і публікується для загального відома.
Розділ V. Місцеві органи державної влади (20 статей). У розділі описано форми та методи діяльності місцевих органів державної влади республіки. Ради депутатів трудящих на місцях повинні керувати культурно-політичним і господарським будівництвом району, міста чи села, забезпечують охорону державного ладу, дотримання та охорону прав громадян, встановлюють місцевий бюджет та ін. Ради депутатів трудящих республіки могли приймати рішення і давати розпорядження в межах прав, наданих їм законами СРСР, РРФСР і Башкирської АРСР (ст. 52). На відміну від з'їздів Рад, які працювали періодично та короткочасно, всі місцеві Ради депутатів трудящих Башкирської АРСР працювали протягом двох років (термін обрання).
Розділ VI. Бюджет Башкирської АРСР (4 статті). Бюджет республіки складався Раднаркомом Башкирської АРСР і затверджувався Верховною Радою БАРСР. Джерелами формування бюджету були прибутки від місцевого господарства, відрахування від державних доходів, що надходили з їх території, а також надходження від місцевих податків і зборів у розмірах, встановлених законодавством СРСР і РРФСР.
Розділ VII. Суд і прокуратура (12 статей). Розділ в основному відповідав союзній та російській Конституцій. Особливістю було визначення судочинства в сільських районах із більшістю башкирського, російського, татарського, марійського або чуваського населення на мовах цих народів, а в центральних судових установах — башкирською, російською і татарською мовами із забезпеченням для тих, хто не володіє цими мовами, ознайомлення з матеріалами справи через перекладача, а також права виступати на суді рідною мовою.
Розділ VIII. Основні права та обов'язки громадян (16 статей). Розділ повторював положення статей союзної та російської Конституцій про права та обов'язки громадян.
Розділ IX. Виборча система (10 статей). У розділі змінилися положення у виборчій системі: були зняті обмеження на голосування і вибори стали загальними, рівними при таємному голосуванні.
Розділ X. Герб, прапор, столиця (3 статті). У розділі визначалися атрибути БАССР:
- Державним гербом республіки був герб РРФСР з тією особливістю, що написи «РСФСР» і «Пролетарии всех стран, соединяйтесь!» були виконані російською та башкирською мовами, а під написом «РСФСР» містився напис російською та башкирською мовами «Башкирская АССР».
- Державним прапором БАРСР був прапор РРФСР.

Столицею БАРСР є місто Уфа .
Розділ XI. Порядок зміни Конституції (стаття 1). У розділі зазначалося, що зміни до Конституції могли здійснюватися лише за рішенням Верховної Ради Башкирської АРСР, прийнятим не менше 2/3 голосів. Рішення повинно затверджуватися Верховною Радою РРФСР.